# 杰茜卡·吉兰
杰茜卡·吉兰（英語：Jessica Gillan，1990年7月20日—），新西兰女子田径运动员。她曾代表新西兰参加2008年和2016年夏季残疾人奥林匹克运动会田径比赛，其中2016年夏季残奥会获得一枚铜牌。